# Тайлер Лейтон
Тайлер Е. Лейтон (англ. Tyler E. Layton; нар. 6 травня 1968, Бірмінґем, Алабама, США) — американська акторка театру, кіно та телебачення, найбільш відомий за ролями Мелінди Воррен у телесеріалі «Усі жінки — відьми» та Голлі Ровлінз у серіалі «Шовкові тенета».

## Життєпис
Тайлер Лейтон народилася 6 травня 1968 року в місті Бірмінгем, Алабама. Виросла у місті Веставія-Гіллс, передмісті Бірмінґема. У школі вона брала участь у театральних та музичних виставах.
З 1986 по 1991 рік навчалася в Алабамському університеті, де отримала ступінь бакалавра. У 1992 році переїхала в Лос-Анджелес, де закінчила Каліфорнійський університет в Ірвайні, отримавши ступінь магістра мистецтв.
Вкладала акторську майстерність в Флоридському університеті Узбережжя Мексиканської затоки. Нині викладає театральну майстерність в Університеті Святого Едварда в Остіні, штат Техас.

## Театр
- «Кішка на розпеченому даху» Теннессі Вільямса — Марґарет «Меґґі» Поллітт
- «Кроляча нора» Девіда Ліндсі-Ебера[en] — Іззі
- «Віндзорські насмішниці» Вільяма Шекспіра — Пані Форд
- «Марні зусилля кохання» Вільяма Шекспіра — Розаліна, придворна дама принцеси
- «Багато галасу з нічого» Вільяма Шекспіра — Геро
- «Генрі VI» Вільяма Шекспіра — леді Ґрей
- «Зимова казка» Вільяма Шекспіра — Пердіта
- «Приборкання норовливої» Вільяма Шекспіра — Б'янка
- «Король Лір» Вільяма Шекспіра — Регана
- «Міра за міру» Вільяма Шекспіра — Ізабелла, сестра Клавдіо
- «Шум за сценою» Майкла Фрейна[en] — Брук Ештон

## Фільмографія
| Рік  |   | Українська назва     | Оригінальна назва  | Роль                   |
| ---- | - | -------------------- | ------------------ | ---------------------- |
| 1998 | с | «Усі жінки — відьми» | Charmed            | Мелінда Воррен         |
| 1997 | с | «Еллен»              | Ellen              | Лія                    |
| 1997 | с | «Негідники»          | Men Behaving Badly | дівчина                |
| 1997 | с | «Надія Чикаґо»       | Chicago Hope       | місіс Фейрстайн        |
| 1997 | с | «Шпигунські ігри»    | Spy Game           | Дарлін                 |
| 1997 | с | «Вартовий»           | The Sentinel       | Пет Рейнольдс          |
| 1996 | с | «Шовкові тенета»     | Silk Stalkings     | Детектив Голлі Ровлінз |
| 1996 | с | «Темні небеса»       | Dark Skies         | Сьюзен Свенсон         |
| 1995 | с | «Братня любов»       | Brotherly Love     | Деббі                  |